# Famille von Rosenberg (Franconie-souabe)
Pour les articles homonymes, voir Rosenberg.
 (novembre 2024).
Ne pas confondre avec la famille von Rosenberg (Bohême) ou Orsini-Rosenberg (Autriche).
La famille von Rosenberg est une famille noble originaire de Franconie-souabe, appartenant a l'Uradel, et implantée en Allemagne et en Autriche.

## Histoire
Les premières traces écrites signalent des fiefs à Wurtzbourg et Wertheim en 1286.
De tradition guerrière, les Rosenberg s'illustrent comme chevaliers impériaux et défenseurs du Saint-Empire romain germanique. Ils sont propriétaires de nombreux domaines au XVe siècle, et dirigent les fiefs de Boxberg, Waldmannshofen, Gnötzheim et Dietenhofen.

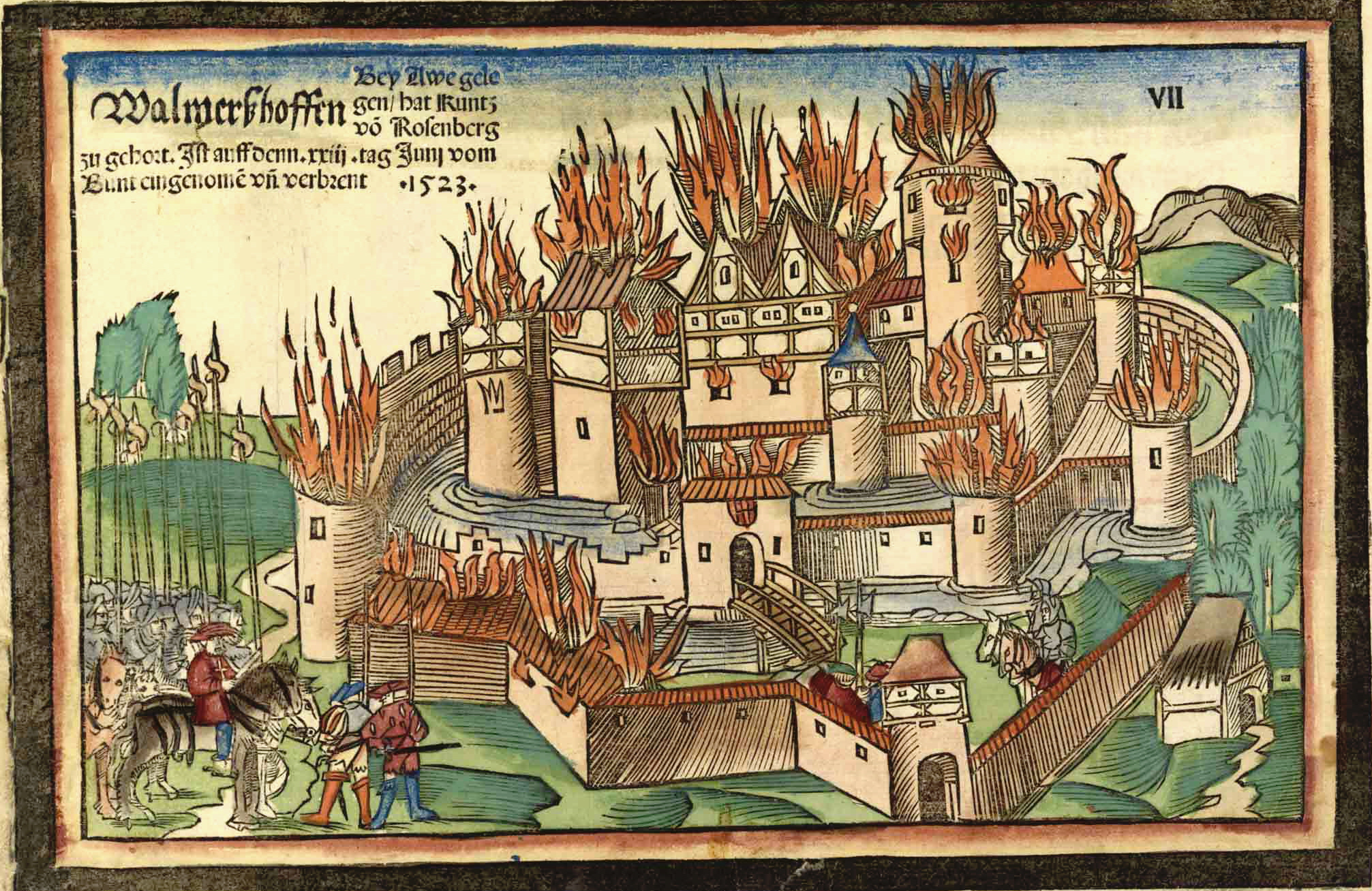
Siège du château Waldmannshofen

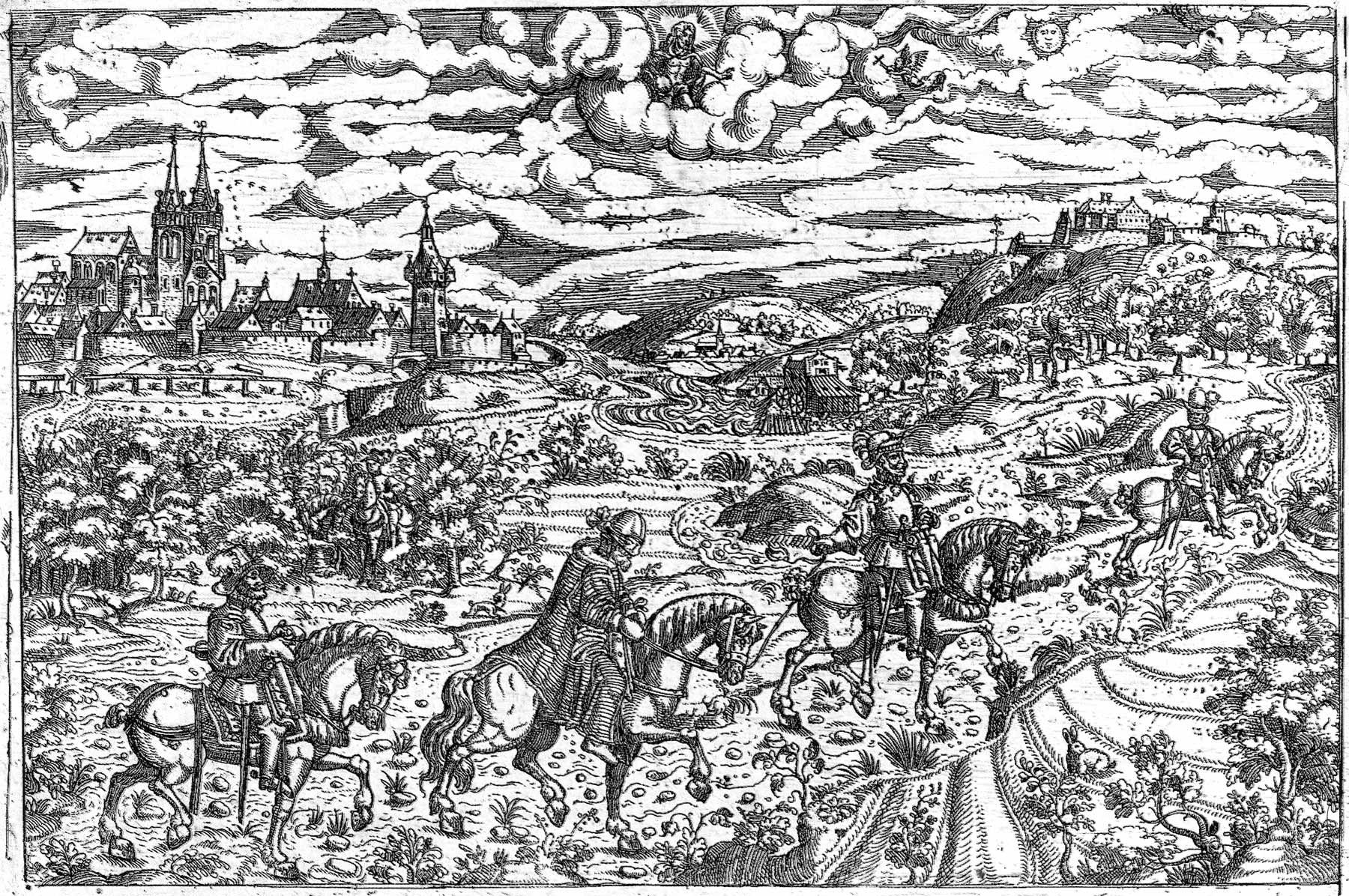
Capture de Jérôme Baumgartner par Albrecht von Rosenberg

Albrecht von Rosenberg a protégé l'empereur du Saint-Empire romain germanique, Charles V, et pour l'arrestation du luthérien Jérôme Baumgartner à Nuremberg. Son nom sera inscrit dans des poèmes épiques.
Leurs châteaux de Boxberg, Gnötzheim et Waldmannshofen sont assiégés et détruits par la Ligue souabe au XVIe siècle
La lignée Rosenberg de Boxberg s'éteint en 1542 avec Hans Ulrich Rosenberg. 
L'extinction définitive de la branche principale a lieu en 1619 à la mort de Albrecht Christoph von Rosenberg.
On trouve en Souabe et en Franconie de nombreux tombeaux des Rosenberg : à Aub, dans l'église Saint-Jean Wölchingen, dans le château Waldmannshofen, le château de Gnötzheim et l'église de Boxberg. Les sépultures sont accompagnées de nombreuses épitaphes et sculptures des chevaliers Rosenberg.

## Possessions
- Château de Boxberg
- Château Waldmannshofen
- Château Gnötzheim
- Château Dietenhofen

## Personnalités
- Philip von Rosenberg († 1513), prince-évêque de Spire
- Albrecht von Rosenberg († 1572), chevalier impérial

## Armes

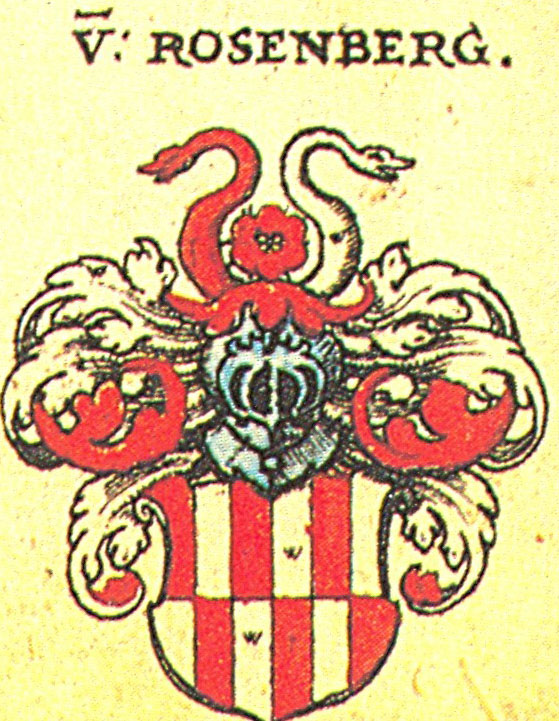
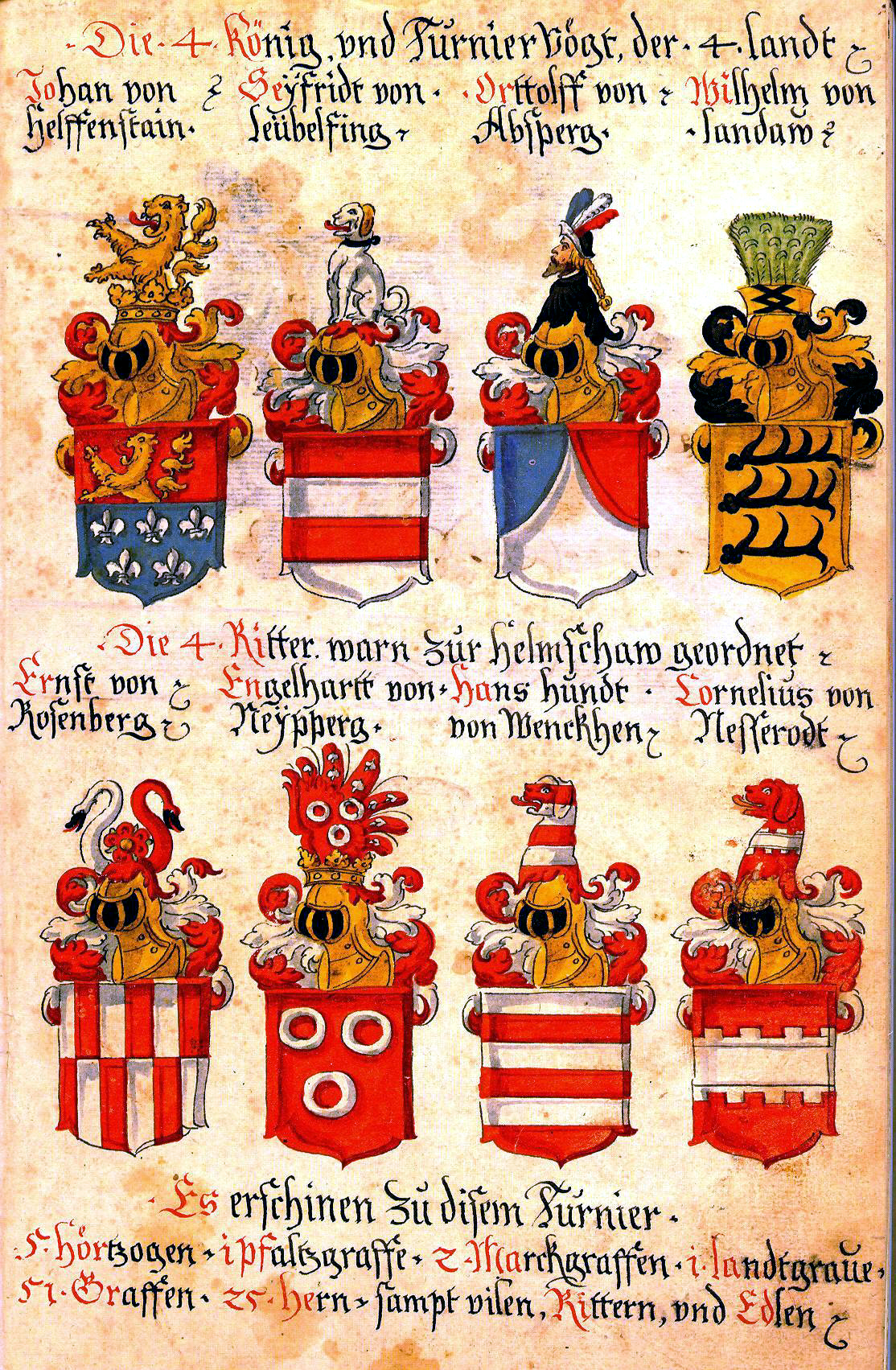
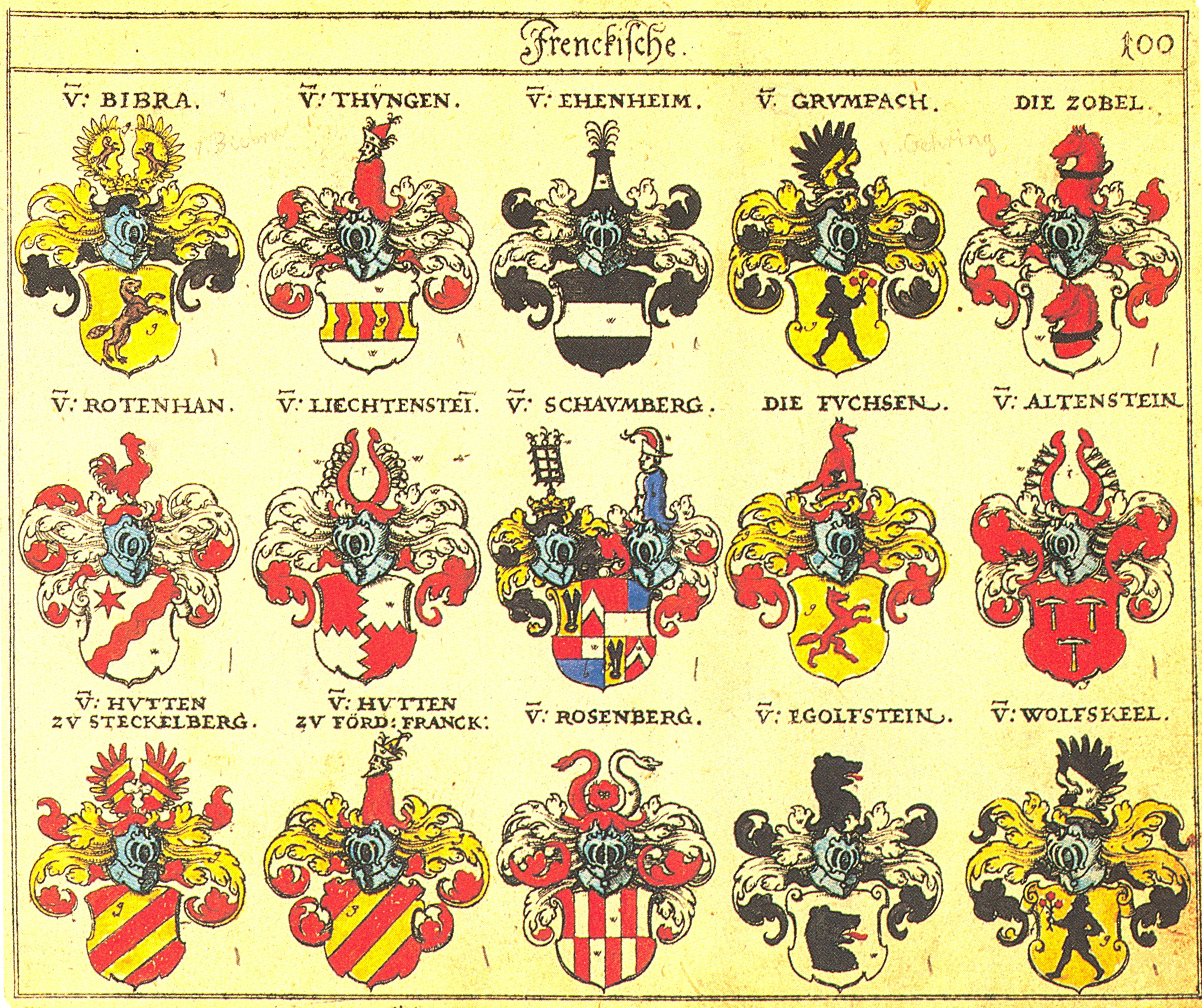
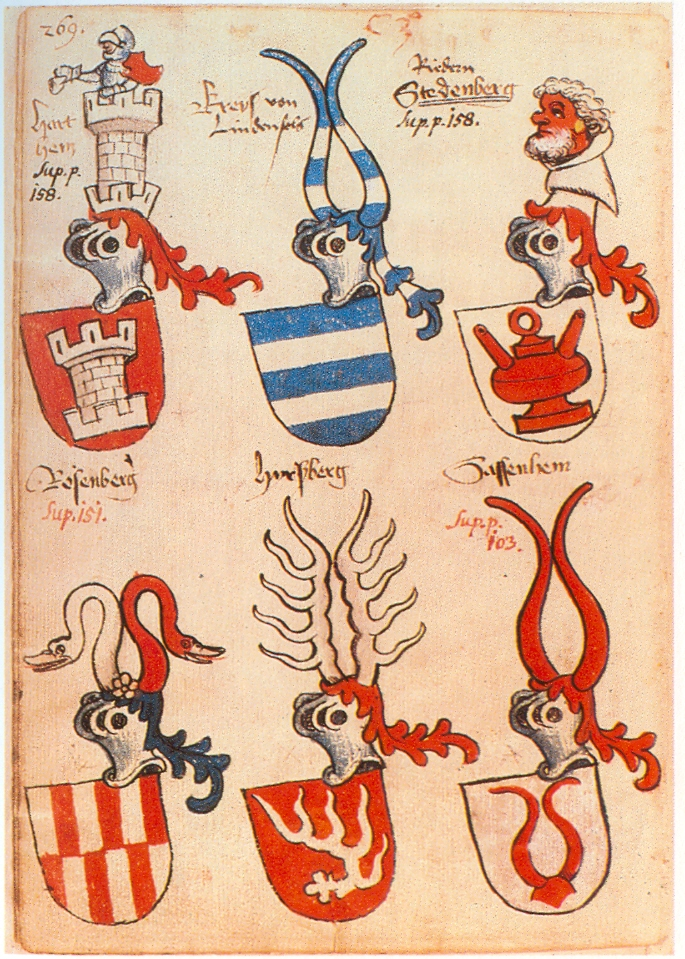

## Illustrations

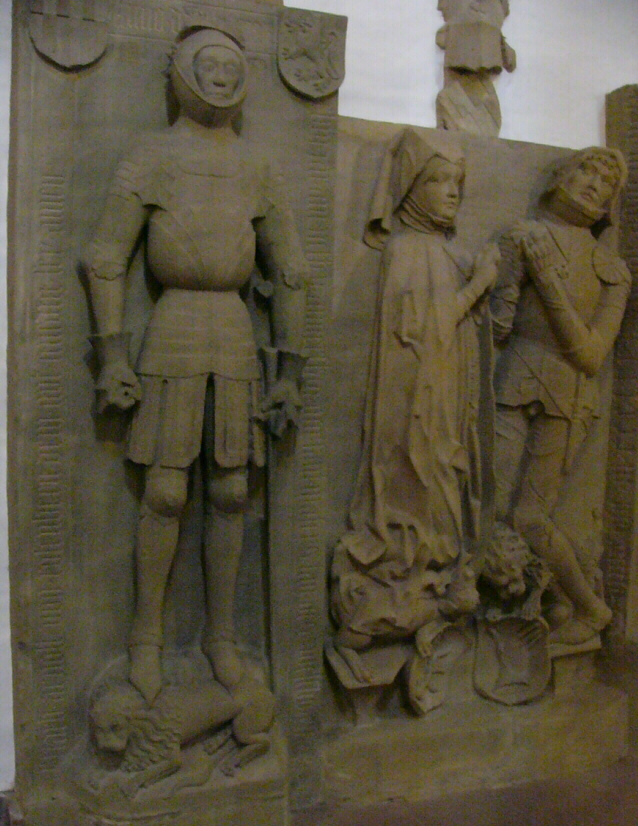
Tombeaux Rosenberg dans l'église de Boxberg
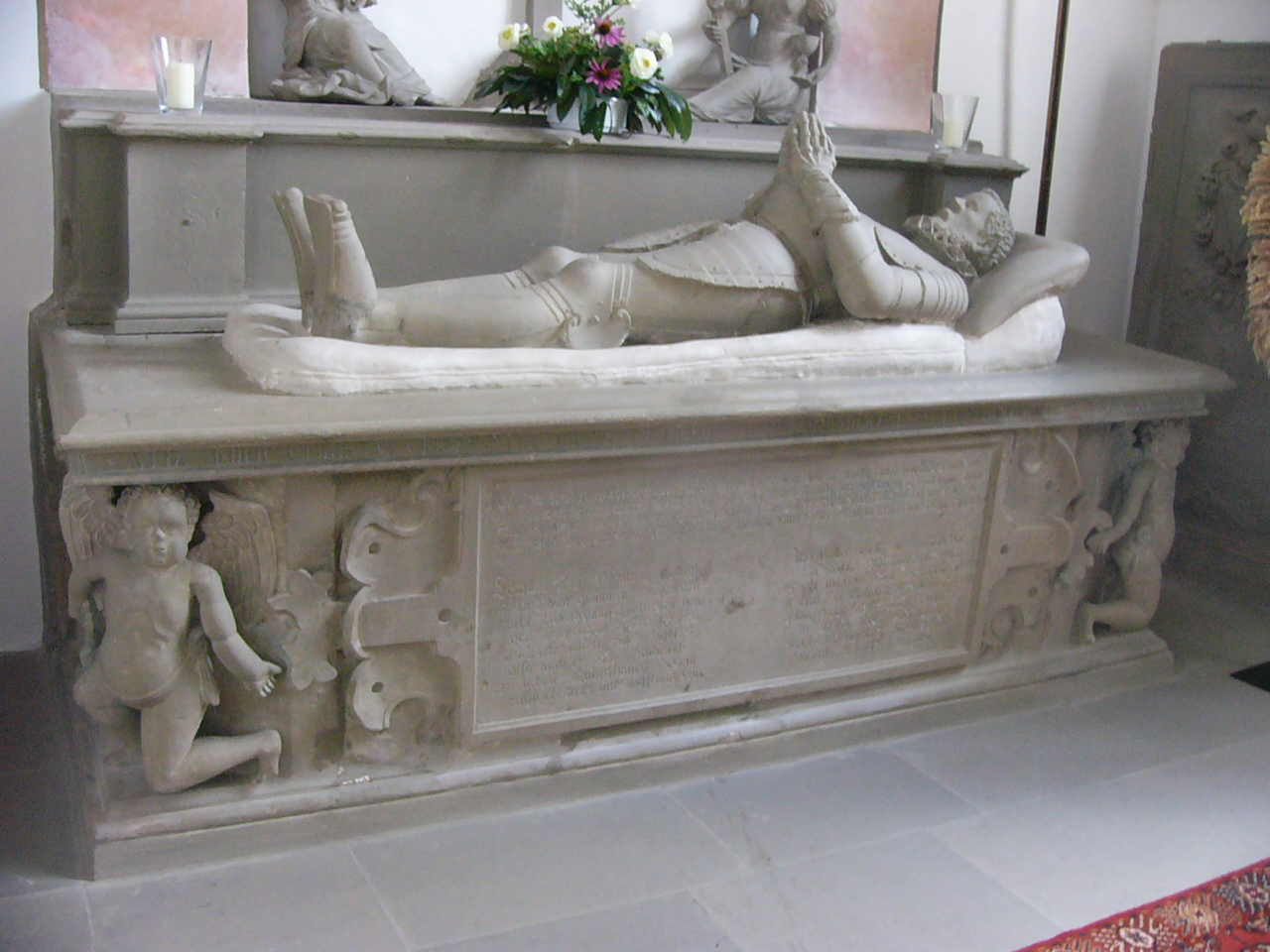
Sépulture de Konrad von Rosenberg à Gnötzheim
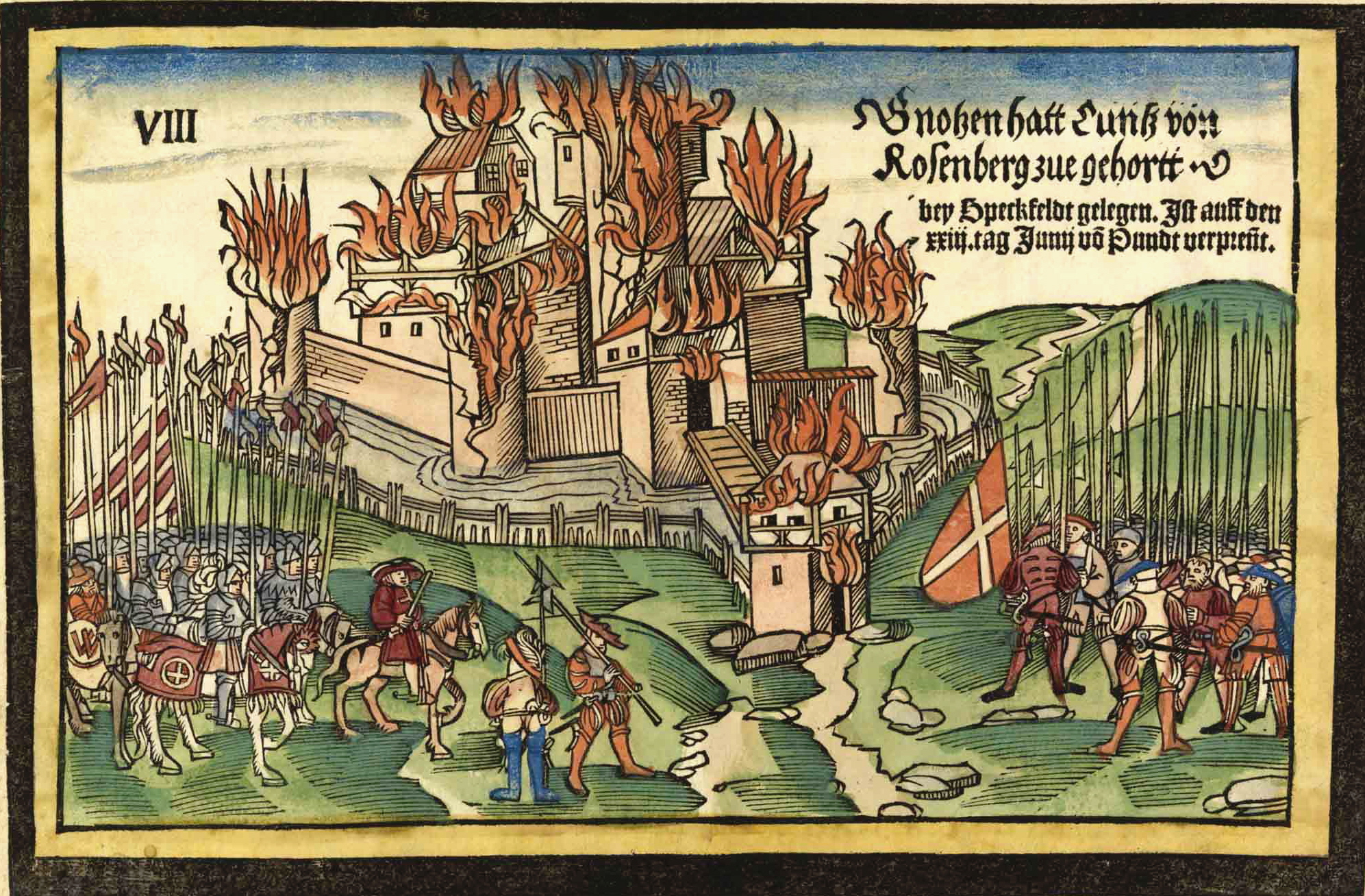
Siège du Château de Gnötzheim
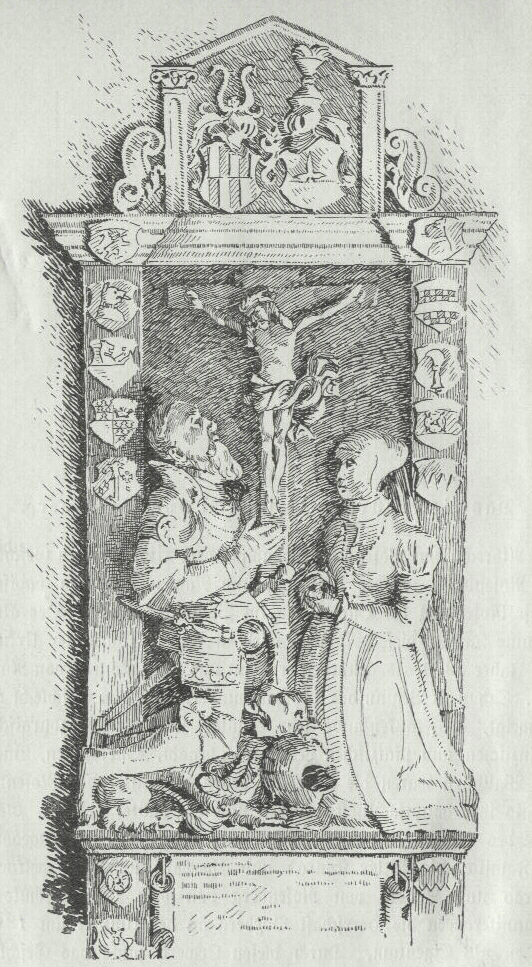
épitaphe du chevalier Albrecht von Rosenberg
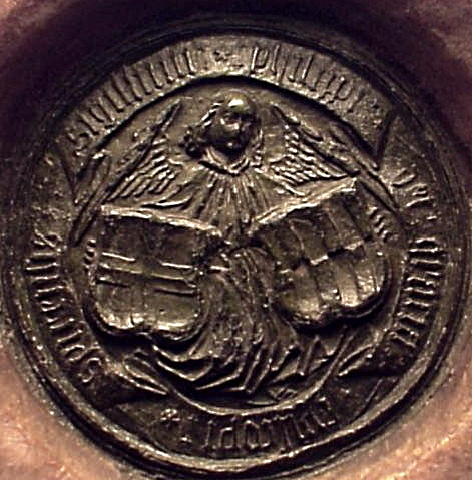
Sceau épiscopale de Philip Rosenberg